# 石敬亭旧居
石敬亭旧居建于1928年，是原绥远第十六混成旅参谋官、营、团长、国民一军整编第四混成旅中将旅长、 第五师师长、第五军军长兼西北陆军干部学校校长、山东省政府委员、国民党第六届中央执行委员会委员中华民国总统府国策顾问石敬亭在天津的故居，始建于1930年，坐落于原天津英租界的加的夫道（Cardiff Road）（今和平区长沙路69号），目前为一般保护等级历史风貌建筑。

## 建筑
石敬亭旧居为三层砖木结构西式楼房。顶部平顶出檐，建筑外立面为水泥饰面，建筑入口处设有高石阶，石阶两侧设有由石柱承托的弧形水泥阳台。